# 吳福生事件
為台灣清治時期的民變之一，由發起人吳福生藉中部大甲西社事件乘機起事的反清事變。

## 背景
原籍福建漳州之吳福生遷住至鳳山縣，雖有地兩甲，卻終日不事生產。由於其曾參與朱一貴事件，加上平日又常與羅漢腳往來，便引起地方官的懷疑。得知自己被懷疑的他，因而心生不安。適逢1732年大甲西社的平埔族起事，為平此亂，駐台灣營兵多被抽調至中部。吳福生便挑此時機，與熟識的五名友人相約起事。

## 經過
吳福生先與熟識的林好、吳慎、許籌及楊秦(清)結拜為兄弟，由其自封元帥，指派識字的楊秦為副元帥，並找來謝倡為軍師，其他三人則為國公等。2月28日，起事六人與數十名朱一貴舊部會合，豎起寫有「大明得勝」的旗幟。3月28日，乘夜放火焚燒鳳山城附近的岡山營，3月29日再燒石井汛與汛塘等地，並另派人攻占埤頭(今鳳山市)布店。乘此勢，吳福生等人在一星期內聚集超過300人參與。4月2日焚燒萬丹巡檢衙門，但被懷忠里義民所推舉的大總理侯心富率義民追入內山外。4月5日，終與官府軍隊於鳳山城外發生兩天夜戰役，其中28人以竹篙槍(竹桿)殺害滿清守備張玉(清)。後因懷忠里侯心富、李炳鳳、張日純和鍾南魁等義民執「大清」旗號前來相助，加上台灣鎮總兵官王郡帶兵支援，致使吳福生敗退逃亡。同年5月，共30餘人被捕，而吳福生於5月3日被清軍拿下，其後遭殺害。

## 後續
- 事件後(雍正十一年/西元1733年)，巡台御史覺羅柏修奉旨重修六堆忠義祠[7]。
- 乾隆年間，禮部侍郎吳金提出將臺灣另分一省之原因便是朱一貴事件、雍正年間的番亂以及此事件[8]。
- 亂平後，王郡見中部大甲西社番亂未平，便抽調下淡水客庄義民前往協助[5]。事後，朝廷獎賞有功官民，然有記錄獲賞之義民卻僅有369人(另說370餘人)[9]。
- 蔴薯社(岸裡舊社，即今臺中縣后里)的潘敦仔，因助官方平定本事件與大甲西社事件有功，被任命為第三任總土官，使其家族勢力達到巔峰，同時也是岸裡社群的黃金時期[10]。
- 王郡因平亂有功，平調福建水師提督[11]。
- 乾隆元年，平定吳福生事件有功的林氏兄弟林桂山與林豐山，向鳳山縣令申請開發美濃一帶。兄弟率100多名庄民定居於美濃溪以北，以「瀰濃庄」為名，並興建土地廟，奉為開基伯公[12][13]。

## 影響
- 在朱一貴事件與本事件後，清廷對臺灣義民的政策開始轉變。由原本的被動接受與事後封賞，轉為主動提倡，並招募異籍人士以箝制台灣內部閩粵漳泉間的鬥爭[14]。
- 六堆因參與平定朱一貴事件與本事件有功，除封賞外，也為朝廷默許可擁有正式軍隊的規格，並成為清領時期獨特的民間地方團練[15]。